# Usina Termelétrica Campina Grande
A Usina Termelétrica Campina Grande ou UTE Campina Grande funciona como uma reserva energética que entra em operação apenas em caso de falha do sistema elétrico da CHESF. A usina é propriedade da Borborema Energética S.A., empresa pertencente ao Grupo Bertin. Localiza-se no município de Campina Grande, no estado da Paraíba.
A autorização para produção independente de energia elétrica veio através da Portaria do Ministério de Minas e Energia Nº 361 de 21 de dezembro de 2007. A usina utiliza óleo combustível B1 (especial) como combustível principal, e óleo diesel como alternativo. Há dez unidades geradoras em ciclo térmico simples, com 16,4 MW cada, totalizando 164 MW de capacidade instalada e 123 MW médios de garantia física de energia. As unidades geradoras (UGs) foram produzidas pela finlandesa Wärtsilä, empresa responsável também pela construção da usina. A operação e manutenção das UGs também é tarefa da Wärtsilä.
A termelétrica foi inaugurada em 2011, após atrasos. A obra utilizou recursos do Grupo Bertin, oriundos da venda de produtos de higiene.